# طاقة إلى غاز

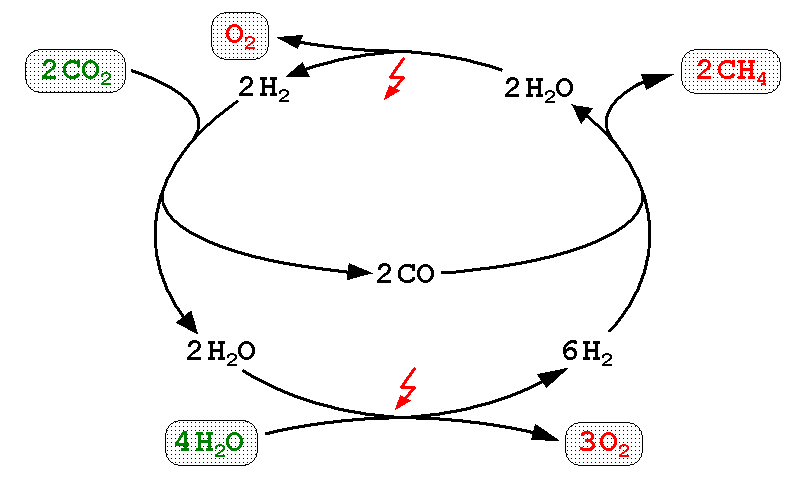
ميثان من ثاني أكسيد الكربون بواسطة الهيدروجين والحصول عليه كهربائيا

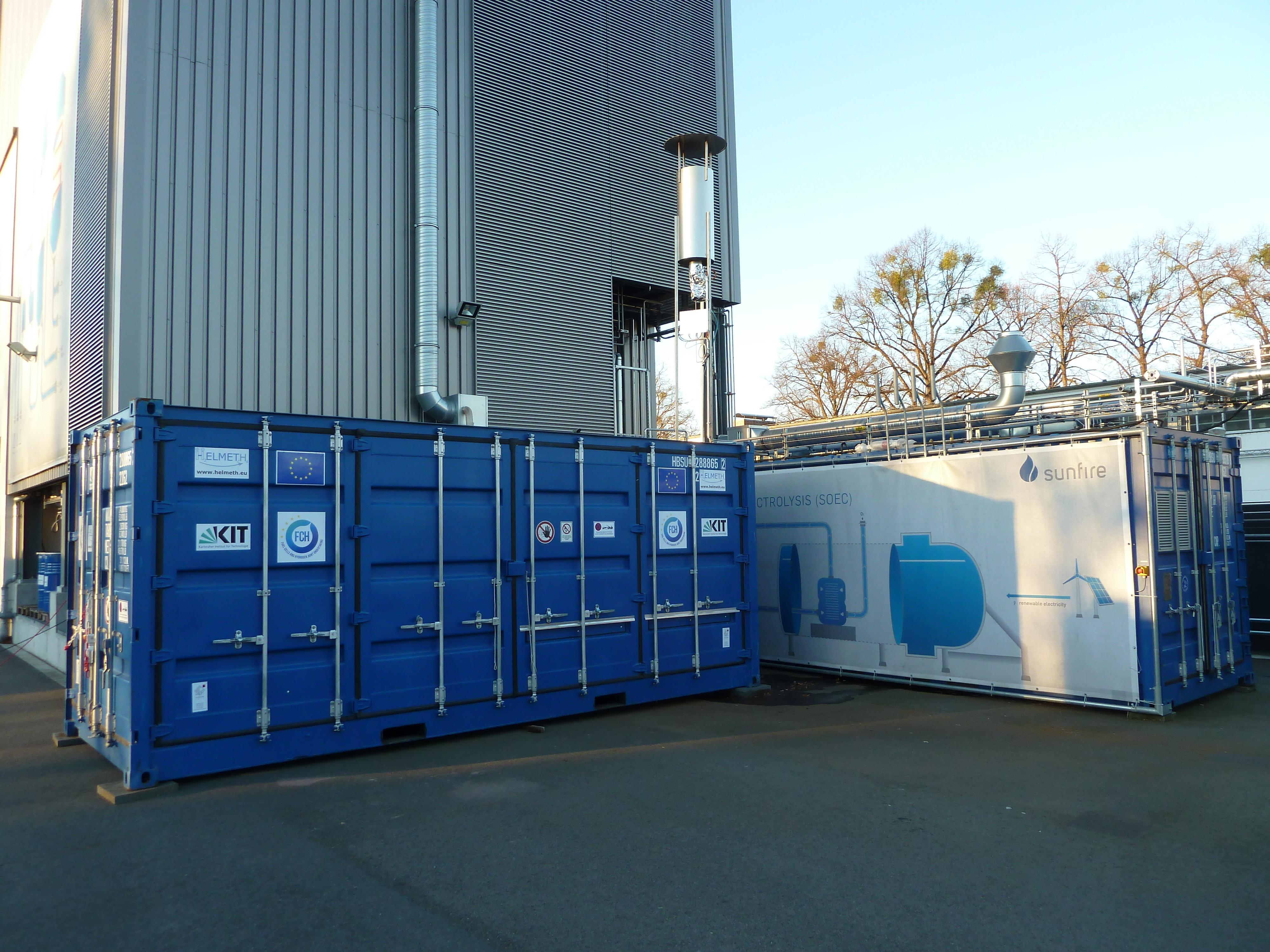
نموذج تحويل الطاقة إلى غاز

طاقة إلى غاز ويرمز لها (P2G) هي تقنية تحول الطاقة الكهربائية إلى وقود غاز. لحماية البيئة من الاحتباس الحراري تصمم الحكومة الألمانية على التحول إلى الطاقة المستدامة واغلاق محطات القوي التي تعمل بالوقود الأحفوري أو بالطاقة النووية.

## نبذة
عند استخدام فائض الطاقة من توليد الرياح، هناك حاليا ثلاث طرق في الاستخدام؛ جميعهم يستخدمون الكهرباء لتحليل المياه إلى الهيدروجين والأكسجين عن طريق التحليل الكهربائي.
المهم في ذلك هو تخزين الهيدروجين كغاز (أو تسييله) لاستخدامه كمصدر للطاقة النظيفة بدلا من الغاز الطبيعي .

## طرق التحويل

### الطريقة الأولى
يتم حقن الهيدروجين الناتج في شبكة الغاز الطبيعي أو يتم استخدامه في النقل أو الصناعة.

### الطريقة الثانية
هي الجمع بين الهيدروجين وثاني أكسيد الكربون وتحويل الغازين إلى غاز الميثان باستخدام تفاعل الميثان أو الميثان البيولوجي مما يؤدي إلى خسارة تحويل طاقة إضافية بنسبة 8٪. يمكن بعد ذلك تغذية الميثان في شبكة الغاز الطبيعي أو تحويلها إلى غاز البترول المسال مع الهدرجة العكسية الجزئية عند الضغط العالي ودرجة الحرارة المنخفضة.
يمكن تحويل غاز البترول المسال بدوره إلى ألكينات وهو عبارة عن مخزون ممتاز من مزج البنزين لأنه يحتوي على خصائص مقاومة للقفل استثنائية ويمنح حرقًا نظيفًا.

### الطريقة الثالثة
يستخدم الغاز الناتج لمولد غاز الخشب أو مصنع الغاز الحيوي، بعد خلط الغاز الحيوي مع الهيدروجين المنتج من محول كهربائي، لرفع مستوى جودة الغاز الحيوي.
يجب إزالة الشوائب، مثل ثاني أكسيد الكربون والماء وكبريتيد الهيدروجين والجسيمات، من الغاز الحيوي إذا تم استخدام الغاز لتخزين خطوط الأنابيب لمنع الضرر.

## تحويل الطاقة الكهربية إلى الهيدروجين
تبدأ جميع أنظمة P2G الحالية باستخدام الكهرباء لـ تحليل الماء إلى هيدروجين وأكسجين عن طريق التحليل الكهربائي. في نظام "تحويل الطاقة إلى الهيدروجين" ، يتم حقن الهيدروجين الناتج في شبكة الغاز الطبيعي أو استخدامه في النقل أو الصناعة بدلاً من استخدامه لإنتاج نوع غاز آخر.
فازت شركة [ITM Power] بمناقصة في مارس 2013 لمشروع [Thüga Group] لتزويد 360 & nbsp؛ kW ذاتي الضغط تحليل كهربائي عالي الضغط استجابة سريعة غشاء تبادل البروتون (PEM ) محلل كهربائي "تحليل كهربائي سريع الاستجابة" إلى محطة تخزين طاقة الغاز. تنتج الوحدة 125 كيلوجرام / يوم من غاز الهيدروجين وتضم شركة الكهرباء العامة إلكترونيات الطاقة. تقع شركة Mainova في ، فرانكفورت في ولاية هيسن. ستتم مشاركة البيانات التشغيلية من قبل مجموعة Thüga بأكملها - وهي أكبر شبكة لشركات الطاقة في ألمانيا تضم حوالي 100 عضوا من المرافق البلدية. ولهم شركاء كثيرون في ألمانيا. وتعيين شركة توغا بالإشراف على المشروع.
شركة توغا يمكنها إنتاج 60 مترًا مكعبًا من الهيدروجين في الساعة وتغذية 3000 متر مكعب من الغاز الطبيعي المخصب بالهيدروجين في الشبكة في الساعة. تم التخطيط لتوسيع المصنع التجريبي اعتبارًا من عام 2016 ، مما يسهل التحويل الكامل للهيدروجين المنتج إلى ميثان ليتم حقنه مباشرة في شبكة الغاز الطبيعي.

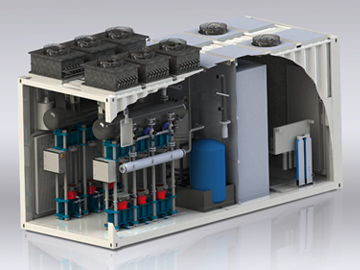
نموذج لإحدى وحدات HGas الخاصة من شركة ITM Power لتوليد الهيدروجين ليتم حقنه مباشرة في شبكة الغاز كطاقة للغاز

في ديسمبر 2013 ، بدأت الشركات ITM Power وMainova و NRM Netzdienste Rhein-Main GmbH بحقن الهيدروجين في شبكة توزيع الغاز الألمانية باستخدام ITM Power HGas ، والتي لها مصنع ذوتقنية سريعة استجابة غشاء تبادل البروتون كـ محلل كهربي . تبلغ استهلاك الطاقة للمحلل الكهربائي 315 كيلووات. ينتج حوالي 60 مترًا مكعبًا في الساعة من الهيدروجين ، وبالتالي يمكنه في ساعة واحدة إدخال 3000 متر مكعب من الغاز الطبيعي المخصب بالهيدروجين في الشبكة.
في 28 أغسطس 2013 ، افتتحت شركة الكهرباء E.ON Hanse و Solvicore وSwissgas وحدة تجارية لتحويل الطاقة إلى غاز في فالكنهاجن بألمانيا تبلغ سعتها 2 ميغاواط ، وتنتج 360 مترًا مكعبًا من الهيدروجين في الساعة. يستخدم المصنع طاقة الرياح و الهيدروجين  معدات التحليل الكهربائي لتحويل المياه إلى هيدروجين ، والذي يتم حقنه بعد ذلك في نظام نقل الغاز الطبيعي الإقليمي الحالي. شركة سويسغاز التي تمثل أكثر من 100 مرفق محلي للغاز الطبيعي هي شريك في المشروع بحصة رأسمالية تبلغ 20 % ولها اتفاقية لشراء جزء من الغاز المنتج. بدأ مشروع الطاقة إلى الغاز الثاني بقدرة 800 kW في منطقة رايتبروك ،بـ هامبورغ  ومن المتوقع افتتاحه في عام 2015.
في أغسطس 2013 ، تلقى حقل رياح Grapzow بقدرة 140 ميغاواط في مكلنبورغ فوربومرن مملوك لـشركة الكهرباء أي.أون ـتلقت جهاز تحليل كهربائي. يمكن استخدام الهيدروجين المنتج في محرك احتراق داخلي أو يمكن حقنه في شبكة الغاز المحلية. يخزّن نظام ضغط وتخزين الهيدروجين ما يصل إلى 27 ميجاوات في الساعة من الطاقة، ويزيد من الكفاءة الكلية لحقل الرياح من خلال الاستفادة من طاقة الرياح التي كانت ستضيع لولا ذلك. ينتج المحلل الكهربائي 210 متر مكعب  / ساعة من الهيدروجين ويتم تشغيله بواسطة RH2-WKA.
بدأ مشروع INGRID في عام 2013 في بوليا ، إيطاليا. إنه مشروع مدته أربع سنوات بسعة تخزين 39 ميجاوات في الساعة ومحلل كهربائي بقدرة 1.2 ميجاوات لمراقبة الشبكة الذكية والتحكم فيها. يستخدم الهيدروجين لموازنة الشبكة والنقل والصناعة والحقن في شبكة الغاز.

سيتم حقن فائض الطاقة من 12 ميجاوات من حقل الرياح برنزلاو ، براندنبورغ ، ألمانيا  في شبكة الغاز اعتبارًا من 2014 فصاعدًا.
سيتم افتتاح محطتي إنرجيبارك ماينز بسعة 6 ميجاوات  من شركة كهررباء ماينتز  ، وجامعة راينماين للعلوم التطبيقية ، وشركتي  Linde و Siemens في ماينز (ألمانيا) في عام 2015.
تحول الطاقة إلى الغاز وأنظمة تخزين الطاقة الأخرى لتخزين واستخدام الطاقة المتجددة جزءًا من برنامج انتقال الطاقة الألماني (برنامج التحول إلى الطاقة المستدامة. [31]
في فرنسا ، يهدف شركة MINERVE من AFUL Chantrerie (اتحاد اتحاد المرافق المحلية) إلى تعزيز تطوير حلول الطاقة للمستقبل مع الممثلين المنتخبين والشركات والمجتمع المدني بشكل عام. يهدف المشروع  إلى تجربة مختلف المفاعلات والمحفزات. الفكرة هي إمكانية  استرداد الميثان الاصطناعي الذي تنتجه  MINERVE (0.6 Nm3 / h من CH4) كوقود CNG ، والذي يستخدم في غلايات المرجل بمصنع AFUL Chantrerie . وتم تصميم التركيب وبنائه من قبلشركة  SME Top Industrie الفرنسية ، بدعم من Leaf. في نوفمبر 2017 حققت الأداء المتوقع 93.3٪ من الميثان CH4. تم دعم هذا المشروع من قبل ADEME ومنطقة ERDF-Pays de la Loire ، بالإضافة إلى العديد من الشركاء الآخرين في فرنسا.